# بوادنگتسه
بوادنگتسه (به لهستانی:  Bładnice) یک روستا در لهستان است که در گمینا سکوچوو واقع شده‌است. بوادنگتسه ۲٫۹۱ کیلومتر مربع مساحت و ۷۰۶ نفر جمعیت دارد.